# Aitana Sánchez-Gijón
Aitana Sánchez-Gijón (Roma, 5 de novembro de 1968) é uma atriz espanhola.